# 12 Pułk Piechoty (II RP)
12 pułk piechoty (12 pp) – oddział piechoty Wojska Polskiego II RP.

## Powstanie pułku
W listopadzie 1918 roku organizowano oddziały, z których później powstał 12 pułk piechoty. Były to:
- batalion porucznika Antoniego Góry, złożony z Polaków – żołnierzy batalionu zapasowego c. i k. 56 pułku piechoty w Kielcach,
- batalion majora Adama Śmiałowskiego i kapitana Franciszka Altera zorganizowany w Wadowicach z ochotników i żołnierzy c. i k. 56 pułku piechoty, którzy wrócili z frontu włoskiego,
- ochotniczego batalionu porucznika Juliusza Drapelli w Żywcu,
- batalionu porucznika Bolesława Kańskiego w Białej, złożonego z żołnierzy c. i k. 55 pułku piechoty.

W połowie grudnia 1918 roku batalion porucznika Góry został przeniesiony z Kielc do Wadowic i połączony z batalionem majora Śmiałowskiego w Pułk Piechoty Ziemi Wadowickiej. Oddziały 12 pp m.in. wzięły udział w walkach z Ukraińcami i w styczniu 1919 r. w odpieraniu agresji czechosłowackiej.
W grudniu 1919 batalion zapasowy pułku stacjonował w Wadowicach.
| Obsada personalna pułku w 1920  | Obsada personalna pułku w 1920                    |
| Stanowisko                      | Stopień, imię i nazwisko                          |
| ------------------------------- | ------------------------------------------------- |
| Dowódca pułku                   | kpt./mjr Franciszek Alter                         |
| Adiutant                        | por./kpt. Zygmunt Gromadzki                       |
| Oficer broni                    | por. Franciszek Mucha                             |
| Oficer łączności                | por. Wincenty Falkiewicz                          |
| Oficer ordynansowy              | ppor. Romuald Cichocki                            |
| Lekarz                          | kpt. lek. dr Daniel Jurkowicz                     |
| lekarz                          | ppor. lek. dr Bernard Mandel                      |
| Oficer sanitarny                | ppor. san. Ignacy Reiwer                          |
| Dowódca taborów                 | por. Tadeusz Gołąb                                |
| Dowódca I batalionu             | mjr Gustaw Krzywda -Kieszkowski                   |
| Adiutant                        | ppor. Władysław Steblik                           |
| Oficer gospodarczy              | ppor. Stanisław Marcinkiewicz                     |
| Oficer prowiantowy              | ppor. Emil Stach                                  |
| Oficer gazowy                   | por. Zdzisław Rytel                               |
| Dowódca 1 kompanii              | ppor. Józef Kiecoń                                |
| Dowódca plutonu                 | ppor. Eugeniusz Hohauer                           |
| Dowódca 2 kompanii              | por. Franciszek Kubicki                           |
| Dowódca plutonu                 | ppor. Józef Górowicz                              |
| Dowódca plutonu                 | por. Władysław Kopyto                             |
| Dowódca plutonu                 | plut. Julian Kołaczyk                             |
| Dowódca 3 kompanii              | por./kpt. Feliks Markowicz(ranny 25 VIII, †1 IX)  |
| Dowódca plutonu                 | ppor. Seweryn Kotarba                             |
| Dowódca 4 kompanii              | por. Stanisław Kozubek (do 10 VIII)               |
| Dowódca 4 kompanii              | ppor. Adolf Blok                                  |
| Dowódca plutonu                 | ppor. Edward Wągiel                               |
| Dowódca 1 kompanii km           | por. Bronisław Midloch                            |
| Dowódca plutonu                 | sierż. sztab. Karol Kuleć (szpital)               |
| Dowódca plutonu                 | plut. Wincenty Pikoń                              |
| Dowódca II batalionu            | por. Władysław Kulma                              |
| Oficer prowiantowy              | ppor. Adam Kozłowski                              |
| Oficer kasowy                   | ppor. Stanisław Wojtas                            |
| Lekarz                          | ppor. san. Stefan Antonowicz                      |
| Dowódca 5 kompanii              | ppor. Mieczysław Opuszyński                       |
| Dowódca 5 kompanii              | por. Antoni Kamski                                |
| Dowódca 5 kompanii              | por. Stanisław Dobrzański                         |
| Dowódca plutonu                 | sierż. szt. Bronisław Kanik                       |
| Dowódca plutonu                 | plut. Wacław Lazar                                |
| Dowódca 6 kompanii              | ppor. Antoni Gniadek                              |
| Dowódca plutonu                 | ppor. Leopold Kiełbasa                            |
| Dowódca 7 kompanii              | ppor, Gustaw Rothang (do 8 VIII)                  |
| Dowódca 7 kompanii              | por. Alfons Kowalski                              |
| Dowódca plutonu                 | ppor. Roman Kulig                                 |
| Dowódca 8 kompanii              | ppor. Jan Krzak                                   |
| Dowódca plutonu                 | ppor. Stanisław Dyczewski                         |
| Dowódca 2 kompanii km           | por./kpt. Marian Hyla                             |
| Dowódca plutonu                 | ppor. Tadeusz Kwiatkowski                         |
| Dowódca plutonu                 | sierż. sztab. Antoni Kołaczek                     |
| Dowódca III batalionu           | por./kpt. Artur Pollak (do 12 VIII)               |
| Dowódca III batalionu           | por. Stanisław Bodaszewski                        |
| Adiutant                        | ppor. Leopold Grzyb                               |
| Lekarz                          | ppor. san. Szymon Węgrzyn                         |
| Dowódca 9 kompanii              | por. Feliks Kołodziejczyk (12 VII -ranny 15 VIII) |
| Dowódca 10 kompanii             | por. Józef Rogowski (do 11 VIII)                  |
| Dowódca plutonu                 | ppor. Michał Malarczyk (†16 VIII)                 |
| Dowódca 11 kompanii             | ppor. Antoni Kaczmarczyk                          |
| Dowódca plutonu                 | ppor. Feliks Nawrocki                             |
| Dowódca 12 kompanii             | ppor. Jan Magiera (ranny 13 IX)                   |
| Dowódca plutonu                 | ppor. Zdzisław Rytel                              |
| Dowódca plutonu                 | plut. Władysław Handzlik (ranny 13 IX)            |
| Dowódca 3 kompanii km           | por. Stanisław Łobodziński                        |
| Dowódca kompanii technicznej    | ppor. Franciszek Rzehak ?                         |
| Dowódca plutonu                 | ppor. Jan Kłakla                                  |
| Dowódca plutonu                 | ppor. Jan Wątorek                                 |
| Oficer pułku (dowódca kompanii) | por. Jan Tomicki                                  |

## Pułk w walce o granice

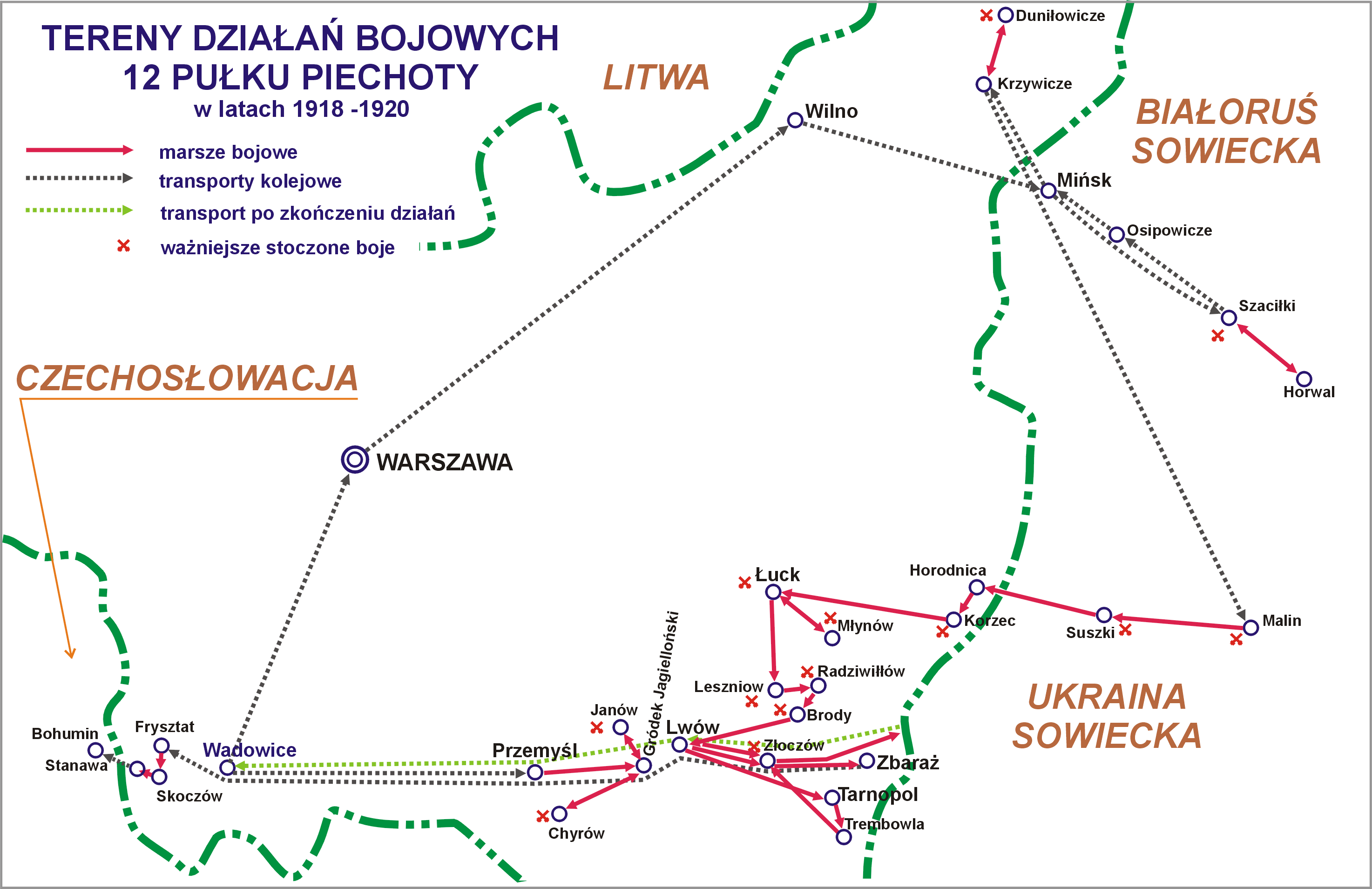
Tereny działań pułku w latach 1918–1920

19 czerwca 12 pułk piechoty kpt. Władysława Mielnika, wzmocniony 3 baterią 6 pułku artylerii polowej, obsadził II batalionem Suszki, III batalionem Biełkę oraz odcinek między Rasnem i Suszkami, a I batalionem Rasno i Niedzieliszcze. Obronę oparto częściowo na bagnistych brzegach rzek Usza i Chaława. Dowództwo pułku stacjonowało w Bielcach.
II batalion por. Władysława Kulmy ugrupował się w sposób następujący: 5. i 7 kompanie obsadziły zachodni i południowo-wschodni wylot wioski, a 6. i 8 kompanie stanęły w centrum wsi jako odwód dowódcy batalionu.
Około 9.30 wykryto ruch sowieckiej kolumny kawalerii z Suchej Woli na Baranówkę. Jednocześnie pod Suszki, Rasne i Niedzieliszcze zaczęły podchodzić patrole konne. Po przegrupowaniu, dwa szwadrony kawalerii Budionnego uderzyły na Suszki. Pierwszy atak został przez II batalion odparty. Kolejny rozpoczął się w południe. Tym razem wioskę zaatakowała od strony Rudni Baranowskiej spieszona kawaleria. Droga do Biełki znalazła się pod silnym ogniem sowieckiej broni maszynowej, a Suszki ostrzeliwały dwie baterie artylerii konnej. Kierujący bitwą z punktu obserwacyjnego na wieży cerkiewnej dowódca II batalionu wprowadził na pierwszą linię cześć swojego odwodu. Po dwóch godzinach walki zaczęło brakować amunicji, a sowiecka artyleria zburzyła szkołę i zmusiła do milczenia ulokowane tam ciężkie karabiny maszynowe.
Około 15.00 Kozacy wdarli się do wsi od południa i zachodu. Kontratak 5. i odwodowej 8 kompanii odrzucił nieprzyjaciela. Dowieziono też z Białki brakującą amunicję. Sowieci jednak nadal wyprowadzali silne ataki i około 17.00 opanowali ruiny szkoły. Tym razem skutecznie kontratakowała 7 kompania. Celem wsparcia II batalionu, dowódca pułku skierował w rejon Suszek swoją odwodową 10 kompanię. Ta, we współdziałaniu z walczącą w miejscowości 8 kompanią, uderzyła na rozlokowane pod wioską oddziały sowieckiej kawalerii. Obie kompanie odrzuciły nieprzyjaciela na odległość dwóch kilometrów od Suszek i tym samym uwolniły od sowieckiego ognia drogę dowozu i ewakuacji do Biełki. Wykorzystując sukces sąsiednich pododdziałów, do kontrataku przeszła też 6 kompania i zepchnęła Kozaków na Ryszawkę. Wieczorem oddziały 4 Dywizji Kawalerii zmieniły taktykę i próbowały rozbić polską obronę serią szarż. Wszystkie ataki kawalerii załamały się w silnym ogniu polskiej obrony. Około 22.00 czerwonoarmiści przerwali walkę i wycofali się na pozycje wyjściowe.
W czasie kiedy II batalion walczył o Suszki, I batalion por. Daniłowicza z powodzeniem bronił Rasna i Niedzieliszcza. Do wieczora brygada kawalerii 4 DK nie zdołała opanować bronionych miejscowości.
31 lipca 12 pułk piechoty mjr. Franciszka Altera otrzymał następujące zadanie:

12 pułk piechoty, przy współdziałaniu III/6 pap, z dotychczasowej pozycji osiągnie marszem ofensywnym, rozpoczętym przez Kolonię Suczków o godzinie 5.00, wzgórza na południe od linii Grzymałówka, przy czym jego II batalion ma postępować na równej linii z pułkiem z rejonu Merwa zachodnim brzegiem Styru i połączyć się z prawym skrzydłem swego pułku, który na osiągniętej linii oczekuje przeprawy kawalerii, mającej uderzyć w kierunku południowo-wschodnim.
O świcie 1 sierpnia 12 pułk piechoty wyruszył do działań z przedmościa „Beresteczko”. Maszerował dwoma kolumnami: I i III batalion szedł przez Piaski i Suczków na Leszniów, a II batalion na Szczurowice. Około 7.00 I batalion napotkał pod Suczkowem nieprzyjaciela i po krótkiej walce zdobył tę miejscowość. Atakując dalej, przełamał sowiecką obronę i zajął dominujące wzgórze obok drogi Szczurowice – Leszniów. Tu z przyczyn taktycznych zatrzymano natarcie i porządkowano szyki. Ponieważ dwie baterie artylerii 6 pułku artylerii polowej nadal nie nadchodziły, około 11.00 kpt. Franciszek Alter zdecydował się kontynuować natarcie bez wsparcia artylerii.
W tym czasie w rejonie Leszniowa znajdowały się oddziały sowieckiej 6 Dywizji Kawalerii komdywa Siemiona Timoszenki. Jedna brygada 6 DK wspierała walczącą na prawym brzegu Styru sąsiednią 14 Dywizję Kawalerii, a główne siły 6 DK miały sforsować Styr na południe od Beresteczka i ruszyć lewym brzegiem rzeki na miasto. 1 sierpnia 6 Dywizja Kawalerii, atakowana przez polską 1 Dywizję Jazdy od czoła i równocześnie pod Szczurowicami i Mytnicą przez polską piechotę obchodzącą jej prawe skrzydło, rozpoczęła odwrót. Do Leszniowa zbliżała się brygada wspierająca wcześniej 14 DK. To właśnie na nią w południe natknął się polski 12 pułk piechoty. Walka trwała około czterech godzin. Sowiecka kawaleria parokrotnie szarżowała, ale około 15.30 została zmuszona do opuszczenia Leszniowa i wycofania się za rzekę Słonówkę.

### Mapy walk pułku w 1920

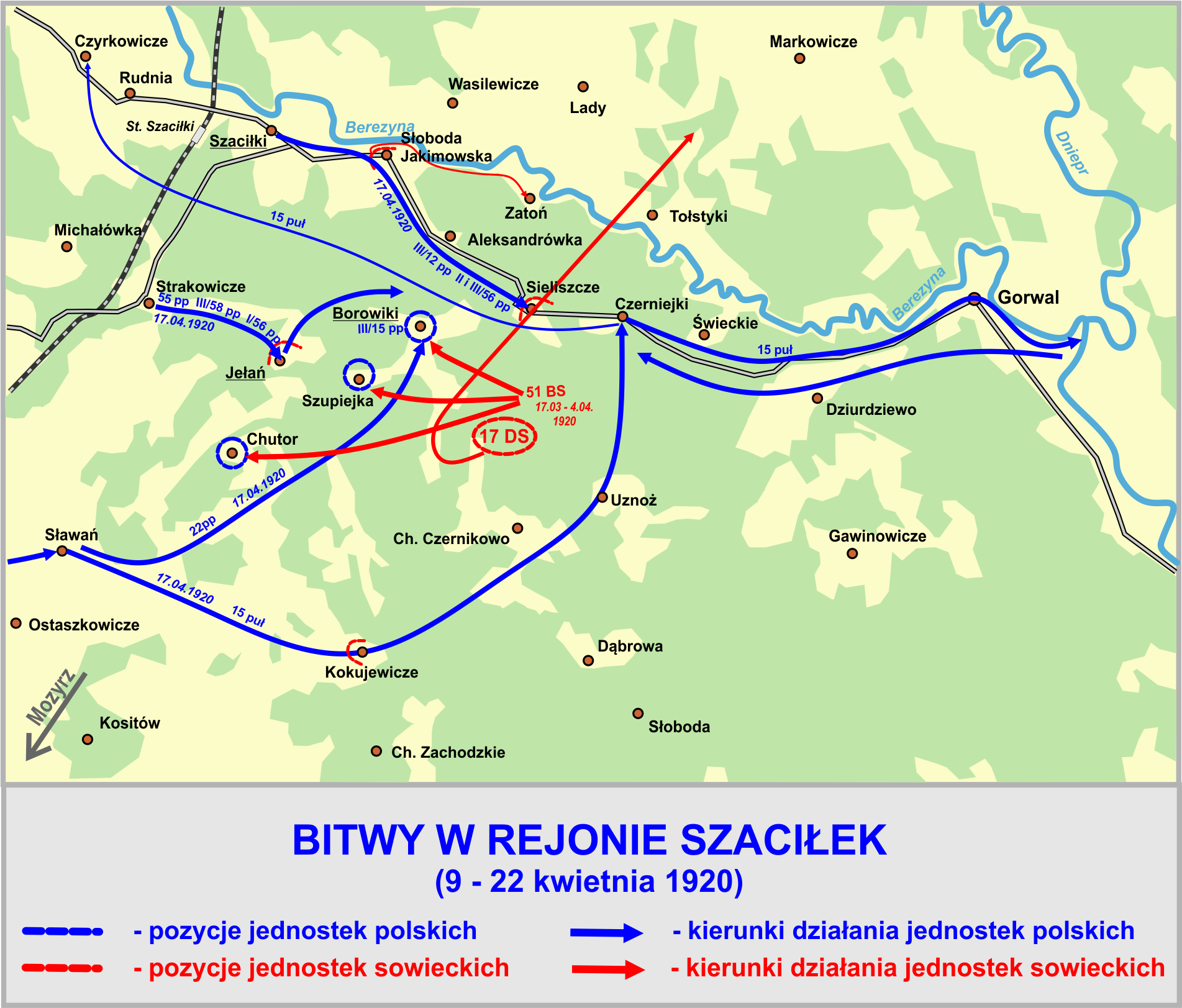
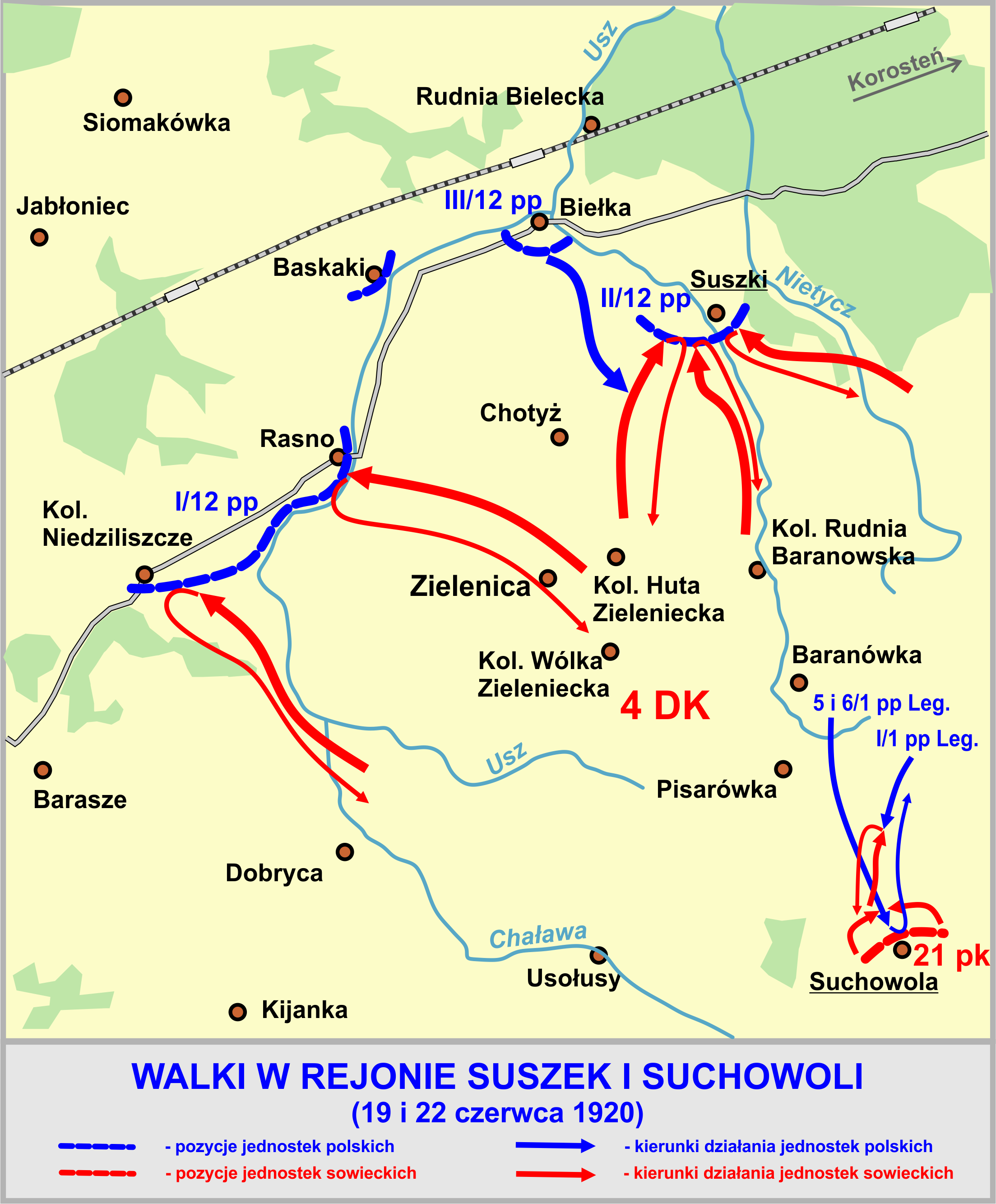
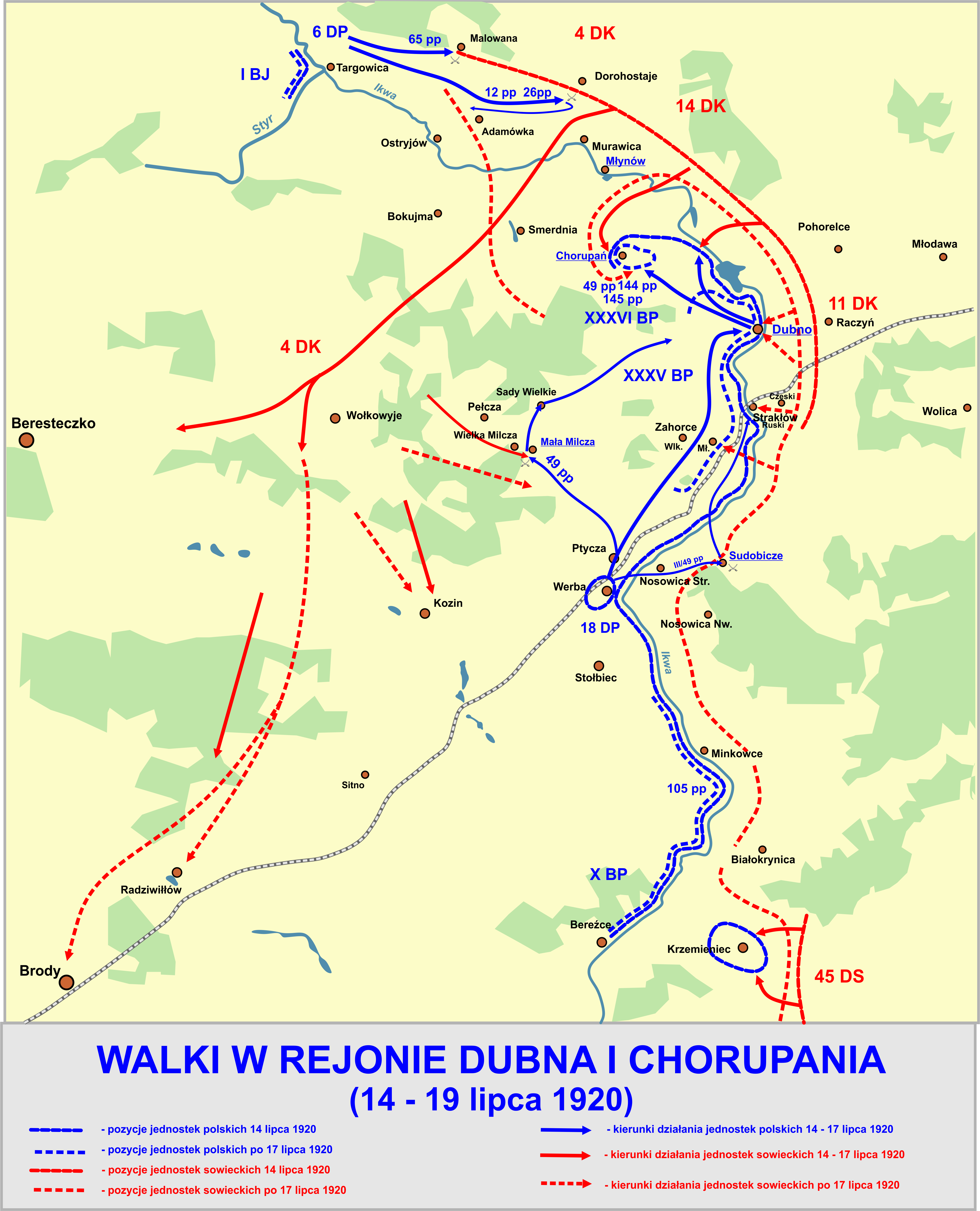
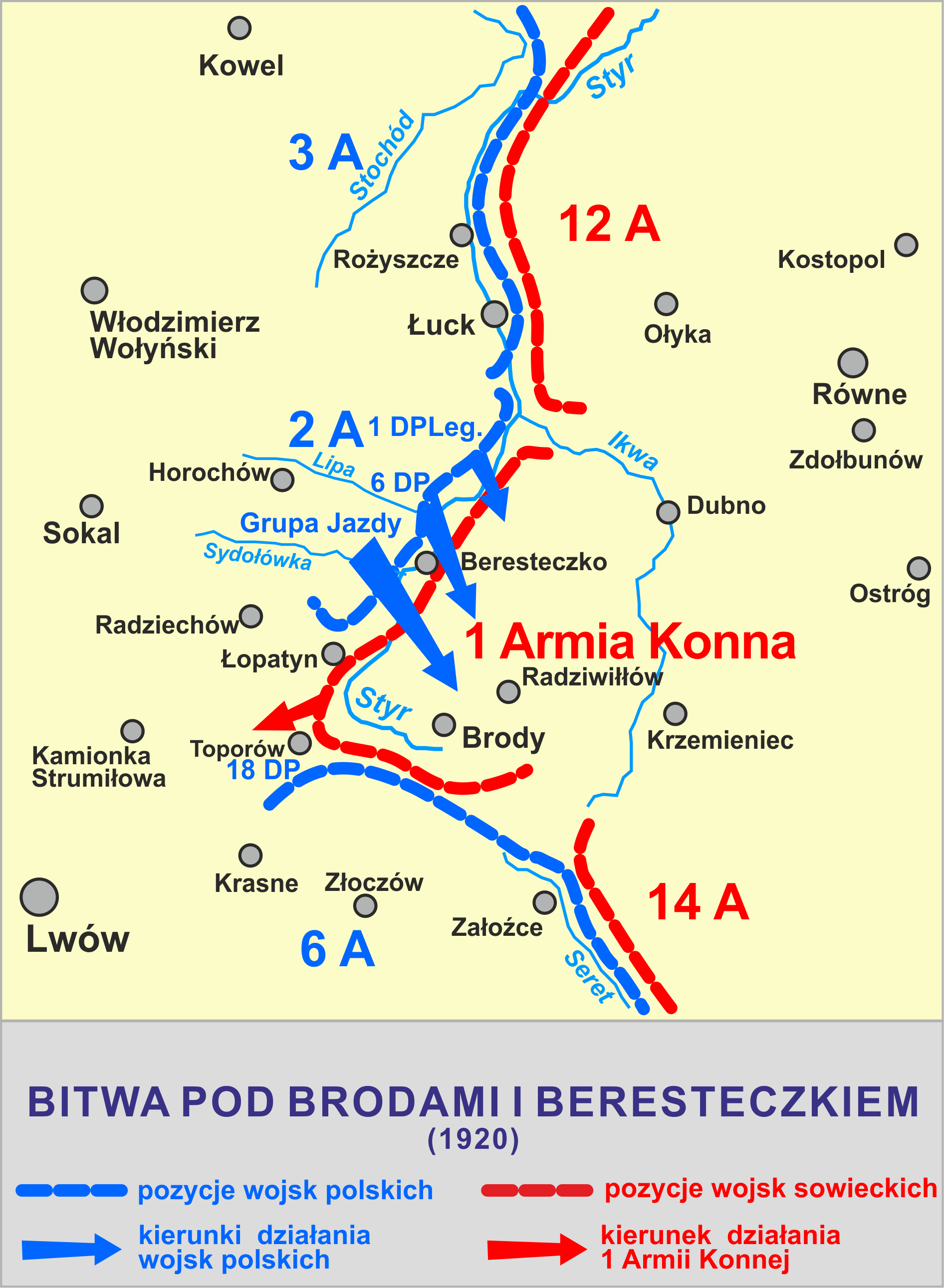

### Kawalerowie Virtuti Militari
| Żołnierze pułku odznaczeni Krzyżem Srebrnym Orderu Wojskowego Virtuti Militari za wojnę 1918–1920 | Żołnierze pułku odznaczeni Krzyżem Srebrnym Orderu Wojskowego Virtuti Militari za wojnę 1918–1920 | Żołnierze pułku odznaczeni Krzyżem Srebrnym Orderu Wojskowego Virtuti Militari za wojnę 1918–1920 |
| ------------------------------------------------------------------------------------------------- | ------------------------------------------------------------------------------------------------- | ------------------------------------------------------------------------------------------------- |
| mjr Franciszek Alter*                                                                             | por. Stanisław Bodaszewski                                                                        | szer. Andrzej Chrząszcz*                                                                          |
| śp. plut. Gustaw Egner                                                                            | kpt. Oswald Frank* nr 686                                                                         | kpr. Wojciech Gawliński*                                                                          |
| por. Zygmunt Gromadzki* nr 6784                                                                   | por. Jan Hajost*                                                                                  | plut. Władysław Handzlik                                                                          |
| por. Marian Hyla*                                                                                 | por. rez. Józef Jakóbiec*                                                                         | kpr. Stanisław Jaśniewicz                                                                         |
| ppor. Seweryn Jeschiwe*                                                                           | ppor. Antoni Kaczmarczyk* nr 4177                                                                 | por. Antoni Kamski*                                                                               |
| por. Bronisław Kawałkowski                                                                        | mjr Gustaw Kieszkowski*                                                                           | chor. Julian Kołaczyk*                                                                            |
| por. Franciszek Kubicki                                                                           | por. Władysław Kulma                                                                              | st. sierż. Karol Kulec                                                                            |
| ppor. Jan Magiera                                                                                 | kpt. Włodzimierz Mielnik                                                                          | por. Artur Pollak                                                                                 |
| ppor. Stanisław Rajewski                                                                          | szer. Karol Lach                                                                                  | plut. Wacław Lazar                                                                                |
| szer. Stanisław Lubas                                                                             | kpr. Michał Marszałek                                                                             | st. szer. Józef Pelc                                                                              |
| plut. Wincenty Pikoń                                                                              | st. szer. Bronisław Rusin                                                                         | szer. Adam Waszkucz                                                                               |
| plut. Ignacy Żabski                                                                               |                                                                                                   |                                                                                                   |

Ponadto 74 oficerów i 263 szeregowych zostało odznaczonych Krzyżem Walecznych. Wśród odznaczonych był kpr. Stanisław Irlik.

## Pułk w okresie pokoju

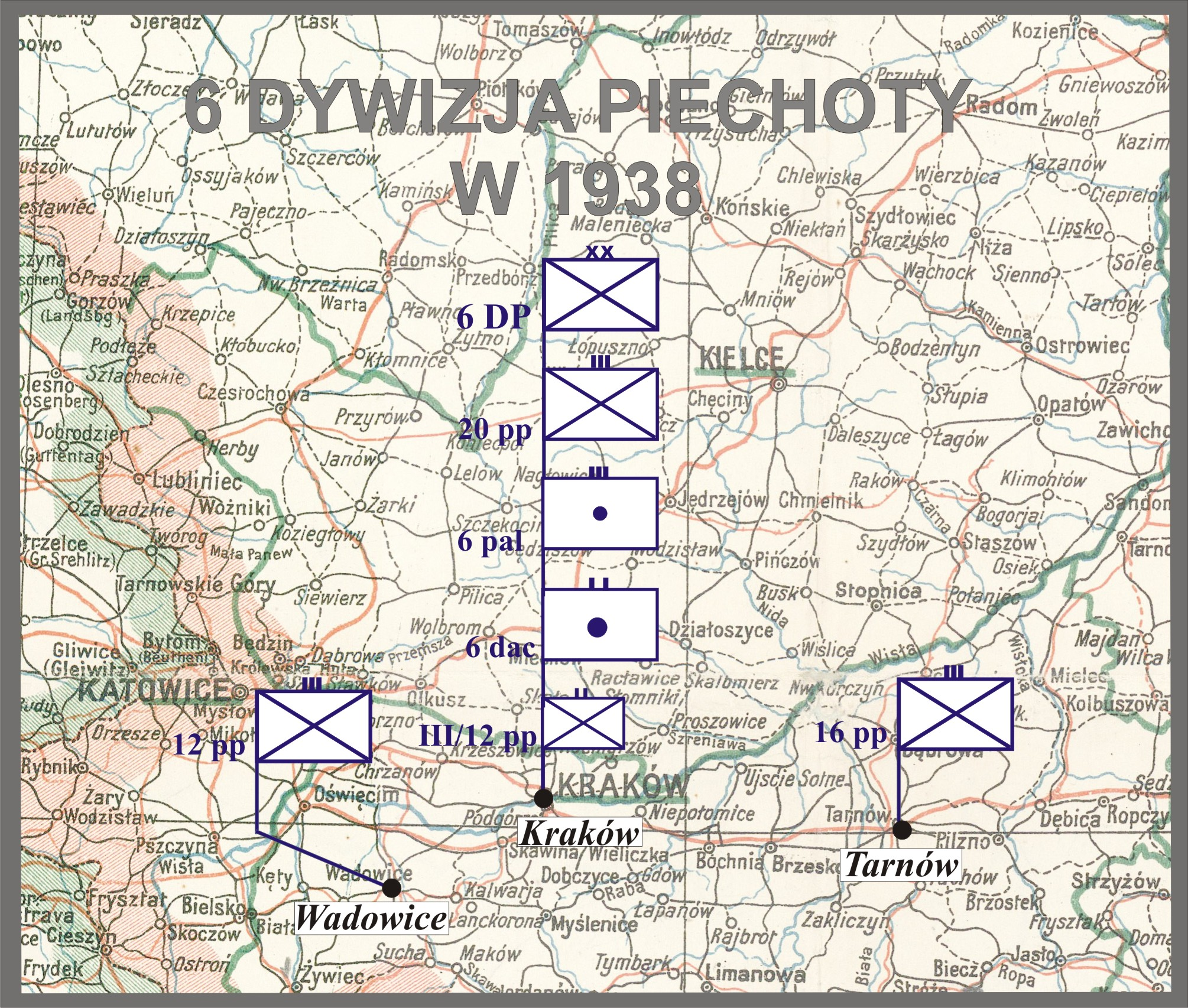
6 Dywizja Piechoty w 1938

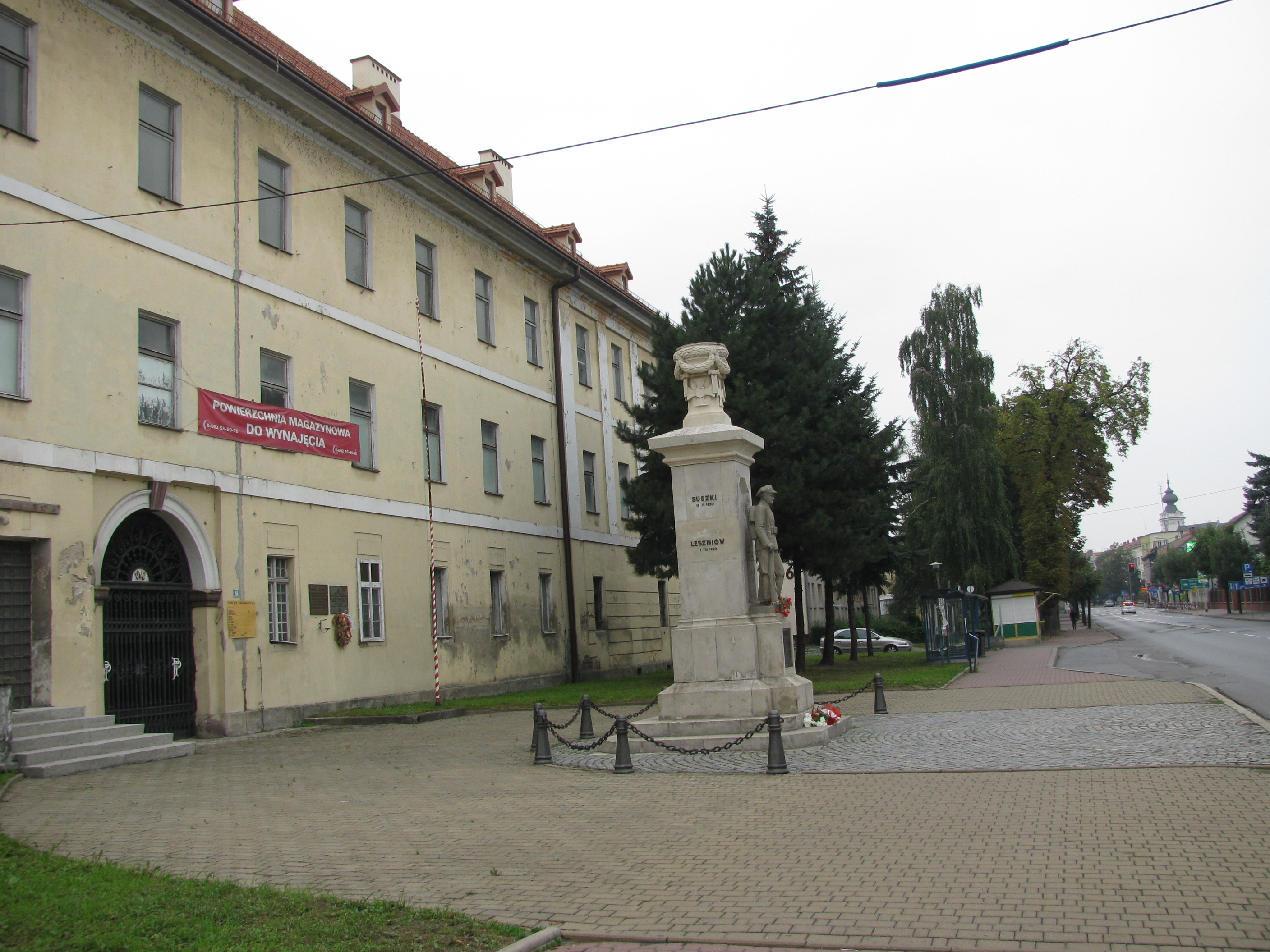
Budynek dawnych koszar wojskowych w Wadowicach wraz z pomnikiem

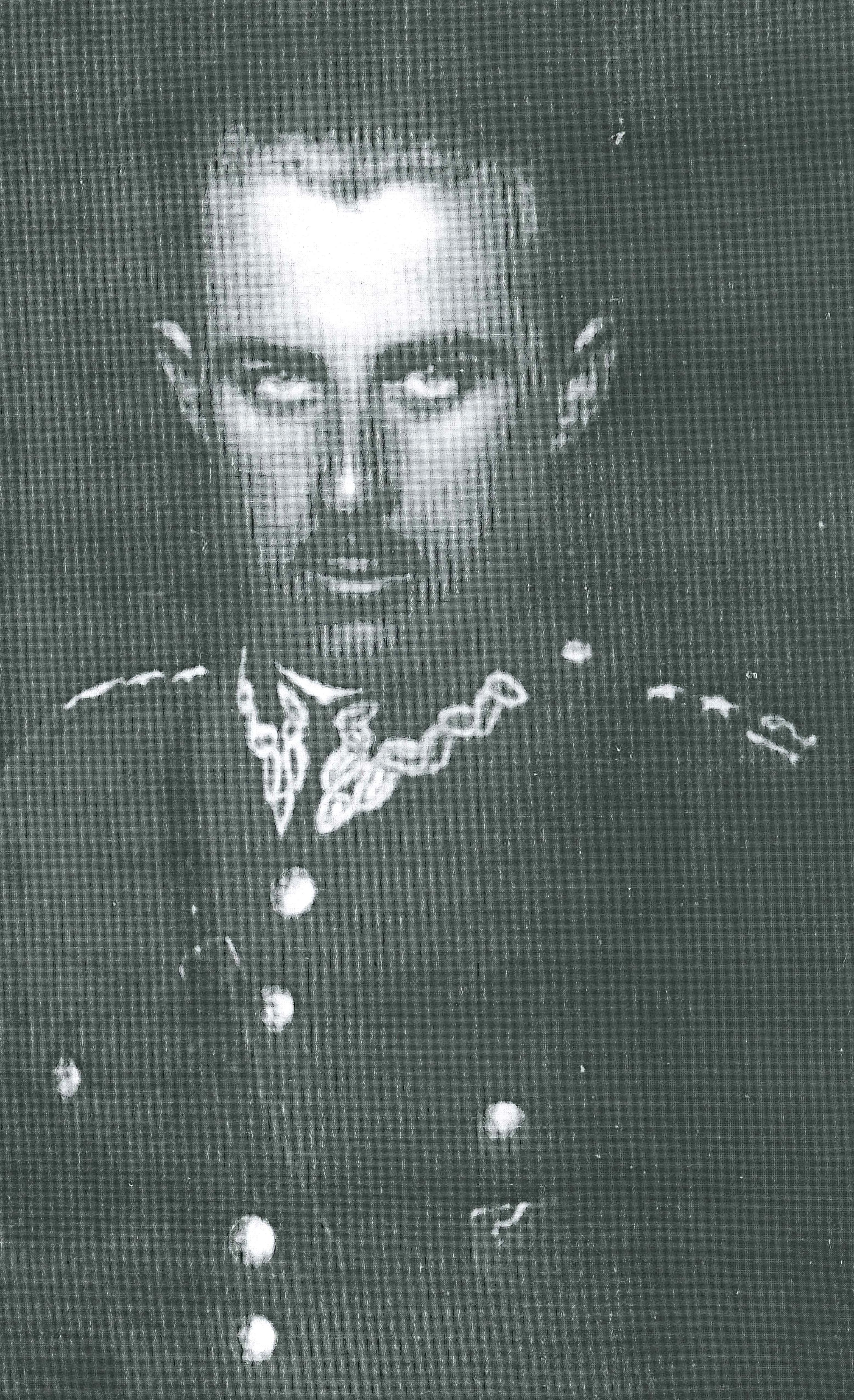
Porucznik Mieczysław Zimnal, w latach 1930–1934 oficer 12 pułku piechoty. We wrześniu 1939 r. dowódca 3 kompanii 14 pułku piechoty, uczestnik bitwy nad Bzurą.

W okresie międzywojennym 12 pułk piechoty stacjonował na terenie Okręgu Korpusu Nr V w garnizonie Wadowice z wyjątkiem III batalionu, który był detaszowany w Krakowie. Wchodził w skład 6 Dywizji Piechoty.
Pułk obchodził swoje święto 1 sierpnia, w rocznicę boju stoczonego w 1920 roku pod Leszniowem z oddziałami Armii Czerwonej. 19 maja 1927 roku Minister Spraw Wojskowych ustalił i zatwierdził dzień 1 sierpnia jako datę święta pułkowego.
Na podstawie rozkazu wykonawczego Ministerstwa Spraw Wojskowych do Departamentu Piechoty o wprowadzeniu organizacji piechoty na stopie pokojowej PS 10-50 z 1930 roku, w Wojsku Polskim wprowadzono trzy typy pułków piechoty. 12 pułk piechoty zaliczony został do typu I pułków piechoty (tzw. „normalnych”). W każdym roku otrzymywał około 610 rekrutów. Stan osobowy pułku wynosił 56 oficerów oraz 1500 podoficerów i szeregowców. W okresie zimowym posiadał batalion starszego rocznika, batalion szkolny i skadrowany, w okresie letnim zaś batalion starszego rocznika i dwa bataliony poborowych. W tym czasie wprowadzono też dodatkowo kompanię karabinów maszynowych. Stan pułku powiększył się o 4 oficerów, 13 podoficerów, 1200 szeregowców i 12 karabinów maszynowych.
| Obsada personalna i struktura organizacyjna w marcu 1939 | Obsada personalna i struktura organizacyjna w marcu 1939 |
| Stanowisko                                               | Stopień, imię i nazwisko                                 |
| Dowództwo, kwatermistrzostwo i pododdziały specjalne     | Dowództwo, kwatermistrzostwo i pododdziały specjalne     |
| -------------------------------------------------------- | -------------------------------------------------------- |
| dowódca pułku                                            | płk Aleksander Stawarz                                   |
| I zastępca dowódcy                                       | ppłk Józef Mordarski                                     |
| adiutant                                                 | kpt. Adam Dyr                                            |
| starszy lekarz                                           | mjr dr Leopold Goldberg                                  |
| II zastępca dowódcy (kwatermistrz)                       | mjr Jan Kolanowski                                       |
| oficer mobilizacyjny                                     | kpt. adm.(piech.) Filip Karmański                        |
| zastępca oficera mobilizacyjnego                         | kpt. Roman Antoni Dąbrowski                              |
| oficer administracyjno-materiałowy                       | kpt. Otto Stanisław Hugo Battek                          |
| oficer gospodarczy                                       | por. int. Wilhelm Juras                                  |
| oficer żywnościowy                                       | vacat                                                    |
| oficer taborowy                                          | kpt. tab. Leon Stanisław Kayser                          |
| kapelmistrz                                              | ppor. adm. (kapelm.) Mateusz Lisicki                     |
| dowódca plutonu łączności                                | por. Jan Kazimierz Sylwester Mróz                        |
| dowódca plutonu pionierów                                | kpt. Aleksander II Prociuk                               |
| dowódca plutonu artylerii piechoty                       | por. art. Stanisław Kubicki                              |
| dowódca plutonu ppanc.                                   | kpt. Bronisław Jan Krukierek                             |
| dowódca oddziału zwiadu                                  | ppor. Jerzy Kleczkowski                                  |
| I batalion                                               |                                                          |
| dowódca batalionu                                        | mjr dypl. Wojciech Wiącek                                |
| dowódca 1 kompanii                                       | por. Kazimierz Karol Buklad                              |
| dowódca plutonu                                          | ppor. Wiktor Gojdź                                       |
| dowódca 2 kompanii                                       | por. Jan Oleś                                            |
| dowódca plutonu                                          | ppor. Jerzy Władysław Głogowski                          |
| dowódca 3 kompanii                                       | kpt. Kazimierz VI Dąbrowski                              |
| dowódca plutonu                                          | ppor. Wojciech Monkiewicz                                |
| dowódca plutonu                                          | ppor. Leon Heliodor Spychalski                           |
| dowódca 1 kompanii km                                    | por. Józef Franciszek Krupa                              |
| dowódca 1 kompanii km                                    | ppor. Władysław Duszczyk                                 |
| II batalion                                              |                                                          |
| dowódca batalionu                                        | mjr Władysław Sieńczak                                   |
| dowódca 4 kompanii                                       | por. Stanisław Miga                                      |
| dowódca plutonu                                          | ppor. Tadeusz Stefaniszyn                                |
| dowódca 5 kompanii                                       | kpt. Mieczysław Piotr Barys                              |
| dowódca plutonu                                          | ppor. Edward Franciszek Rybka                            |
| dowódca 6 kompanii                                       | por. Władysław Wojas                                     |
| dowódca plutonu                                          | por. Zdzisław Dubicki                                    |
| dowódca 2 kompanii km                                    | por. Franciszek Michał Czul                              |
| dowódca plutonu                                          | ppor. Ryszard Wagner                                     |
| III batalion                                             |                                                          |
| dowódca batalionu                                        | ppłk Roman Wart                                          |
| adiutant dowódcy batalionu                               | kpt. Stanisław Miciuk                                    |
| pomocnik dowódcy batalionu ds. gosp.                     | kpt. adm. (piech.) Józef Grochal                         |
| lekarz batalionu                                         | ppor. lek. Wiktor Miklaszewski                           |
| dowódca 7 kompanii                                       | por. Jerzy Antoni Lewandowicz                            |
| dowódca plutonu                                          | ppor. Karol Hojlo                                        |
| dowódca 8 kompanii                                       | p o. ppor. Józef Zięcik                                  |
| dowódca 9 kompanii                                       | kpt. Seweryn Świeprawski                                 |
| dowódca plutonu                                          | ppor. Florian Styła                                      |
| dowódca 3 kompanii km                                    | por. Konstanty Cybulski                                  |
| dowódca plutonu                                          | por. Władysław Antoni Jeziorski                          |
| na kursie                                                | kpt. Alojzy Stanisław Małusecki                          |
| na kursie                                                | por. Wojciech Rewer                                      |
| na kursie                                                | ppor. Alfred Józef Narzyński                             |
| 12 obwód przysposobienia wojskowego „Wadowice”           |                                                          |
| kmdt obwodowy PW                                         | kpt. adm. (piech.) Jan Piotr Łużecki                     |
| kmdt powiatowy PW Wadowice                               | kpt. kontr. piech. Tadeusz Bogumił Czeppe                |
| kmdt powiatowy PW Myślenice                              | kpt. adm. (piech.) Flawian Śmitkowsk                     |

## Pułk w kampanii wrześniowej

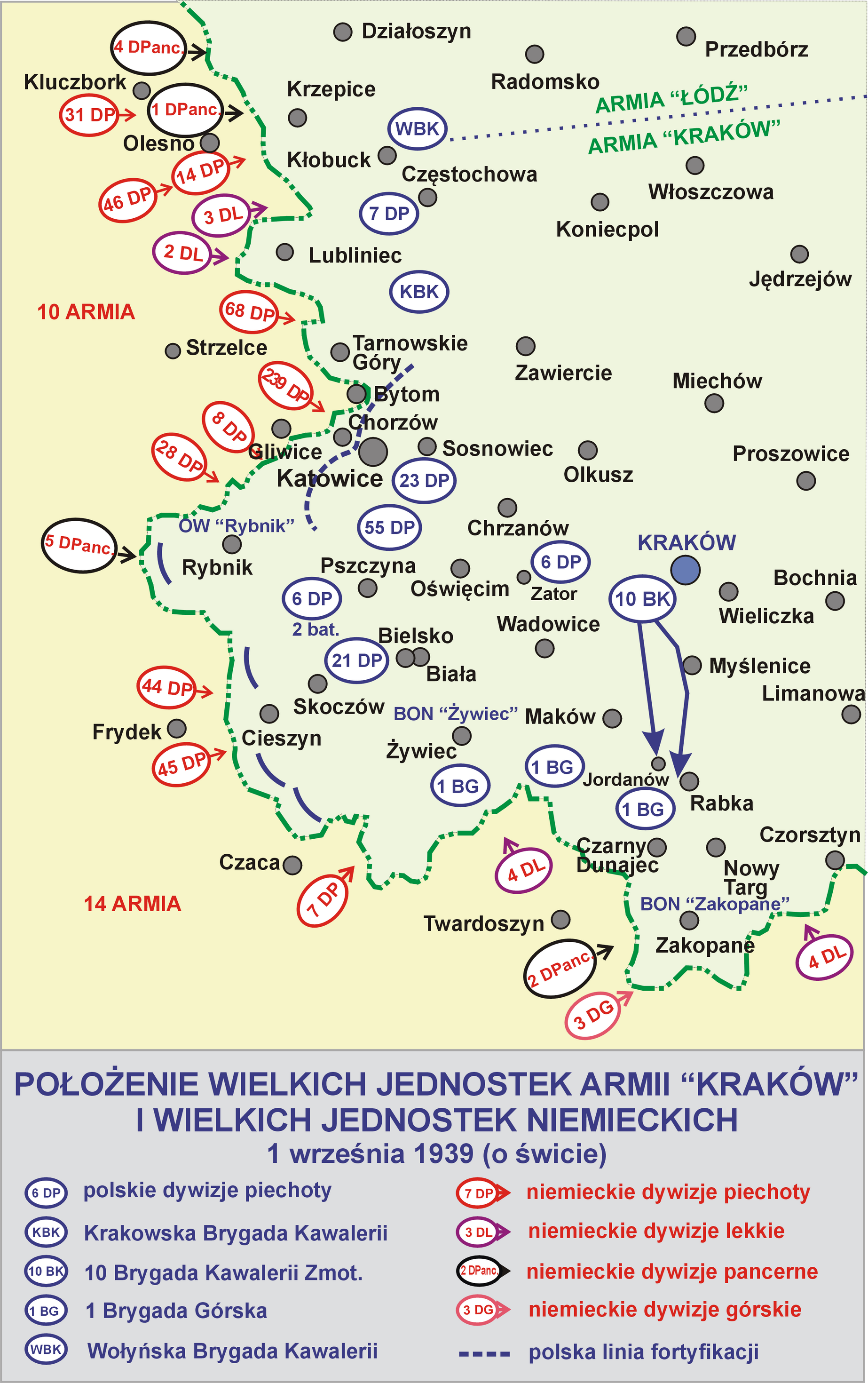
Pułk walczył w składzie 6DP

W czasie kampanii wrześniowej 1939 roku pułk walczył w składzie macierzystej 6 Dywizji Piechoty (Armia „Kraków”).
23 marca 1939 zarządzono w pułku częściową mobilizację. Wzmocnione zostały stany osobowe, a w lipcu pułk otrzymał karabiny przeciwpancerne wz. 35. Latem prowadzono rozbudowę inżynieryjną planowanych rejonów obrony w rejonie Pszczyny. Do prac wysłano batalion mjr. Stefana Rachwała nadając mu kryptonim „Władysław”. W jego składzie znalazły się między innymi 6 kompania strzelecka oraz 2 kompania ckm. Pułkowy pluton pionierów wszedł w skład drugiego kombinowanego batalionu o kryptonimie „Tytus".
| Struktura organizacyjna i obsada personalna we wrześniu 1939 | Struktura organizacyjna i obsada personalna we wrześniu 1939 |
| Stanowisko                                                   | Stopień, imię i nazwisko                                     |
| Dowództwo                                                    | Dowództwo                                                    |
| ------------------------------------------------------------ | ------------------------------------------------------------ |
| dowódca                                                      | ppłk dypl. Marian Strażyc                                    |
| I adiutant                                                   | kpt. Adam Dyr                                                |
| II adiutant                                                  | por. rez. Tadeusz Dzierwa                                    |
| oficer informacyjny                                          | ppor. Franciszek Brzazgacz                                   |
| oficer łączności                                             | por. Jan Mróz                                                |
| kwatermistrz                                                 | kpt. Kazimierz Dąbrowski                                     |
| oficer żywnościowy                                           | p.o. chor. Michał Mokrzycki                                  |
| I batalion                                                   |                                                              |
| dowódca I batalionu                                          | mjr Władysław Sieńczak                                       |
| adiutant batalionu                                           | por. rez. Bronisław Burger                                   |
| dowódca 1 kompanii strzeleckiej                              | ppor. Józef Ryłko                                            |
| dowódca 2 kompanii strzeleckiej                              | por. Jan Oleś                                                |
| dowódca 3 kompanii strzeleckiej                              | ppor. Władysław Duszczyk                                     |
| dowódca 1 kompanii ckm                                       | por. Józef Krupa                                             |
| II batalion                                                  |                                                              |
| dowódca II batalionu                                         | kpt. Mieczysław Piotr Barys                                  |
| dowódca 4 kompanii strzeleckiej                              | ppor. Tadeusz Stefaniszyn                                    |
| dowódca 5 kompanii strzeleckiej                              | ppor. rez. Stanisław Kurek                                   |
| dowódca 6 kompanii strzeleckiej                              | por. Władysław Wojas                                         |
| dowódca 2 kompanii ckm                                       | por. Franciszek Czul                                         |
| III batalion                                                 |                                                              |
| dowódca III batalionu                                        | ppłk piech. Roman Wart                                       |
| dowódca 7 kompanii strzeleckiej                              | por. Jerzy Lewandowicz                                       |
| dowódca 8 kompanii strzeleckiej                              | por. rez. Konstanty Mrzygłód                                 |
| dowódca 9 kompanii strzeleckiej                              | kpt. adm. (piech.) Jan Łużecki                               |
| dowódca 3 kompanii ckm                                       | por. Konstanty Cybulski                                      |
| Pododdziały specjalne                                        |                                                              |
| dowódca kompanii przeciwpancernej                            | kpt. Bronisław Krukierek                                     |
| dowódca plutonu artylerii piechoty                           | por. Stanisław Kubicki                                       |
| dowódca kompanii zwiadowców                                  | ppor. Jerzy Kleczkowski                                      |
| dowódca plutonu pionierów                                    | kpt. Aleksander Prociuk                                      |
| dowódca plutonu przeciwgazowego                              | NN                                                           |

## Symbole pułku
Chorągiew/sztandar
23 maja 1924 roku Prezydent RP Stanisław Wojciechowski zatwierdził przepisową chorągiew 12 Pułku Piechoty.

1 sierpnia 1924 roku w Wadowicach generał broni Stanisław Szeptycki, w imieniu Prezydenta RP, wręczył dowódcy pułku chorągiew ufundowaną przez społeczeństwo Wadowic, Andrychowa i Kalwarii. Po wojnie sztandaru nie udało się odnaleźć.
Odznaka pamiątkowa
20 czerwca 1931 roku Minister Spraw Wojskowych marszałek Polski Józef Piłsudski zatwierdził wzór i regulamin odznaki pamiątkowej 12 Pułku Piechoty. Odznaka o średnicy 34 mm ma kształt okrągłej, wypukłej tarczy, na której zarysowany jest krzyż, a na nim sylwetka żołnierza piechoty w pełnym ekwipunku, trzymającego w lewej wzniesionej ręce wieniec laurowy. Obok sylwetki żołnierza numer i inicjały pułku „12 PP”. Odznaka oficerska, jednoczęściowa, wykonana w srebrze lub w tombaku srebrzonym i oksydowanym, na rewersie numerowana. Wykonawcą odznaki był Bronisław Grabski z Łodzi.

## Żołnierze 12 pp
Dowódcy pułku
- płk Jan Mischke (1 XI 1918 – 18 VI 1919)[g] [h]
- kpt. Franciszek Alter (p.o. 18 – 31 XII 1918)
- ppłk Eugeniusz Stecz (p.o. 1 – 20 I 1919)
- mjr Adam Śmiałowski (p.o. 21 – 31 I 1919)
- ppłk Edward Reyman (p.o. 1 II – 6 III 1919 → dowódca 11 pp)
- kpt. Oswald Frank (19 VI – 25 VII 1919)
- ppłk Wandalin Doroszkiewicz (26 VII 1919 – 10 II 1920)
- kpt. Władysław Mielnik (11 II – 27 VI 1920)
- mjr Franciszek Alter (28 VI 1920 – 30 VIII 1921)
- ppłk / płk piech. Oswald Frank (IX 1921 – III 1927)
- ppłk dypl. piech. Józef Ćwiertniak (1927–1929)
- ppłk / płk dypl. piech. Józef Jaklicz (22 III 1929 – 23 III 1932 → wykładowca w WSWoj.)
- ppłk piech. Marian Raczyński (23 III 1932[40] – 21 VI 1933 → stan spoczynku z dniem 31 X 1933[41])
- ppłk dypl. piech. Antoni Staich (VI 1933[42] – XI 1935 → zastępca szefa Departamentu Piechoty MSWojsk.)
- ppłk / płk piech. Aleksander Stawarz (XI 1935 – VII 1939 → dowódca Pododcinka Nr 2 „Nowy Sącz”)
- ppłk dypl. piech. Marian Strażyc (VII – IX 1939)

Zastępcy dowódcy pułku
- ppłk piech. Gustaw Kieszkowski (10 VII 1922[44] – 1924 → Kurs dla oficerów sztabowych piechoty w Grupie[45])
- ppłk piech. Aleksander Powroźnicki (12 IV 1924[46] – 5 V 1927 → dyspozycja dowódcy OK V)
- ppłk piech. Artur Sadowiński (5 V 1927[47] – 1 V 1932 → praktyka poborowa w PKU Kołomyja[48])
- ppłk piech. Stanisław III Dąbek (15 III 1932 – † 20 III 1933)
- ppłk piech. Jan Świątecki (28 VI 1933 – 7 VI 1934 → dowódca 34 pp)
- ppłk dypl. piech. Władysław II Rusin (7 VI 1934[49] – 30 IV 1935 → stan spoczynku[50])
- ppłk piech. Franciszek Studziński (od 4 VII 1935[51] – ? → komendant Rejonu Uzupełnień Sosnowiec)

### Żołnierze 12 pułku piechoty – ofiary zbrodni katyńskiej
Biogramy ofiar zbrodni katyńskiej znajdują się między innymi w bazach udostępnionych przez Ministerstwo Kultury i Dziedzictwa Narodowego oraz Muzeum Katyńskie.
| Nazwisko i imię        | stopień        | zawód                 | miejsce pracy przed mobilizacją    | zamordowany |
| ---------------------- | -------------- | --------------------- | ---------------------------------- | ----------- |
| Balon Tadeusz          | ppor. rez.     | nauczyciel            | Szkoła Powszechna w Chorzowie      | Katyń       |
| Bielaczyc Wilhelm      | ppor. rez.     | inżynier mechanik     |                                    | Katyń       |
| Bodnarowski Aleksander | ppor. rez.     | urzędnik              |                                    | Katyń       |
| Ciepły Józef           | ppor. rez.     | inżynier chemik       |                                    | Katyń       |
| Czyżewski Jerzy        | ppor. rez.     | urzędnik              | Huta Szkła „Silesia”               | Katyń       |
| Dziadek Jan            | ppor. rez.     | leśnik                | nadleśniczy w Niepołomicach        | Katyń       |
| Koenner Edward         | ppor. rez.     | prawnik               | Sąd Okręgowy w Katowicach          | Katyń       |
| Kołodziej Julian       | por. rez.      | agronom               | dyr. firmy sukienniczo-krawieckiej | Katyń       |
| Kołodziejczyk Alojzy   | ppor. rez.     | urzędnik              | poczta w Krakowie                  | Katyń       |
| Maliszewski Józef      | ppor. rez.     | urzędnik              | „Głos Narodu” w Krakowie           | Katyń       |
| Mazak Paweł Jerzy      | ppor. rez.     | inżynier chemik       |                                    | Katyń       |
| Olszewski Wincenty     | ppor. rez.     | urzędnik              |                                    | Katyń       |
| Postawka Leon          | ppor. rez.     |                       | majątek Odonów                     | Katyń       |
| Szczerba Marian        | ppor. rez.     | absolwent AGH         | PKP Kraków                         | Katyń       |
| Tatoń Władysław        | ppor. rez.     |                       |                                    | Katyń       |
| Wodecki Michał         | ppor. rez.     | chemik, mgr           |                                    | Katyń       |
| Faltus Karol August    | ppor. rez.     | absolwent UJ          |                                    | Charków     |
| Gąsior Jan             | por. rez.      |                       |                                    | Charków     |
| Grylowski Władysław    | por. rez.      | technolog elektryk    |                                    | Charków     |
| Kawecki Włodzimierz    | ppor. rez.     | inżynier leśnictwa    | (e)                                | Charków     |
| Mikosz Tadeusz         | ppor. rez.     | nauczyciel            |                                    | Charków     |
| Narzyński Alfred       | podporucznik   | żołnierz zawodowy     | na kursie                          | Charków     |
| Oskarbski Franciszek   | ppor. rez.     |                       |                                    | Charków     |
| Otto Marian Piotr      | ppor. rez.     | chemik, mgr filozofii | Uniwersytet Jagielloński           | Charków     |
| Stach Emil Antoni      | por. rez.      | technik budowy maszyn | Zakłady „Fablok” Chrzanów          | Charków     |
| Czeppe Tadeusz         | kpt. w st. sp. | żołnierz zawodowy     | Instytut Wojskowo-Techniczny       | Kalinin     |

## Upamiętnienie

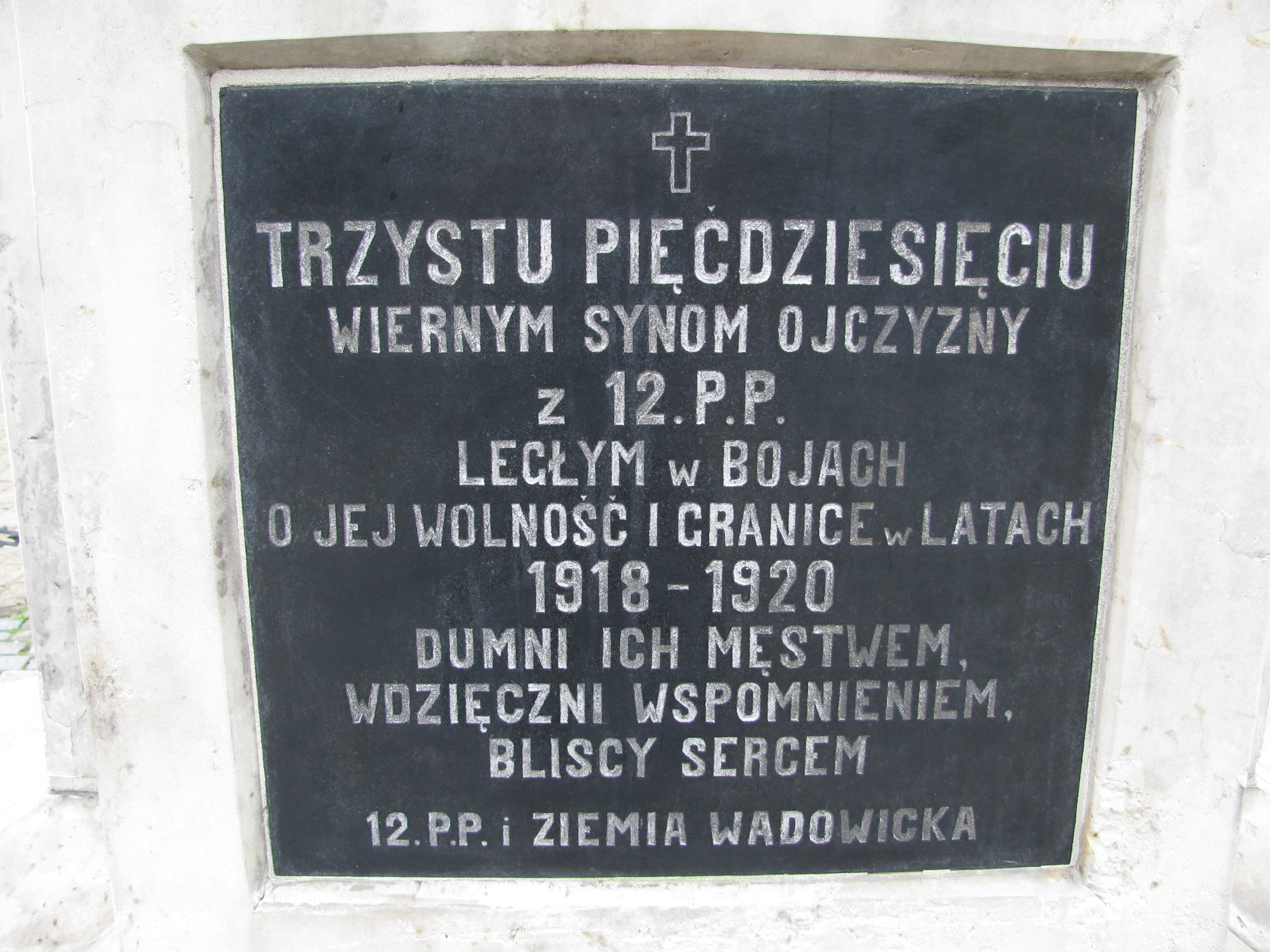
Tablica z pomnika 12 pp